# Kevin Layne
Kevin Layne (Georgetown, 1º gennaio 1998) è un calciatore guyanese, difensore dei Guyana Defence Force e della nazionale guyanese.

## Carriera

### Club
Ha sempre giocato nel campionato guyanese.

### Nazionale
Nel 2019 viene convocato con la nazionale guyanese per la Gold Cup.